# 폴린 머스터스
폴린 머스터스 (1876년 2월 26일(24 인치 (61 cm))-1895년(24 인치 (61 cm))) 그녀는 기네스 북에서 세계에서 가장 짧은 여성으로 기록되었다.
1876년 2월 26일 네덜란드 오센트레흐트에서 태어난 그녀는 폐렴과 수막염으로 인하여 19세의 나이로 뉴욕에서 사망했다. 그녀는 죽을 때의 키가 정확히 61cm였다.